# Joaquín Cerezo
Joaquín Eduardo Cerezo Julio (Coquimbo, Provincia de Elqui) es un futbolista chileno que formó parte de la serie sub-19 y Plantel de honor del club O'Higgins de la Primera División de Chile . Hizo divisiones inferiores en Deportes La Serena. 

## Clubes
| Club      | País  | Año  |
| --------- | ----- | ---- |
| O'Higgins | Chile | 2013 |